# 菲利普·布赖恩特
菲利普·布赖恩特（英語：Philip Bryant，1974年3月27日—），澳大利亚男子游泳运动员。他曾代表澳大利亚参加1994年英联邦运动会游泳比赛，获得一枚铜牌。他也曾参加1992年夏季奥林匹克运动会。